# 960'erne
Århundreder: 9. århundrede – 10. århundrede – 11. århundrede
Årtier: 910'erne 920'erne 930'erne 940'erne 950'erne – 960'erne – 970'erne 980'erne 990'erne 1000'erne 1010'erne
År: 960 961 962 963 964 965 966 967 968 969

## Begivenheder
- Den danske konge Harald Blåtand lader sig døbe, og antager dermed kristendommen.